# Казахский научно-исследовательский институт минерального сырья
Казахский научно-исследовательский институт минерального сырья (КазИМС) — научно-исследовательский институт, основанный в 1956 году как филиал Всесоюзного института минерального сырья Министерства геологии СССР, реорганизованный в 1957 году в Казахский НИИ минерального сырья. С 1996 года — ТОО. Институтом впервые в Казахстане в масштабе 1:1000000 подготовлены в электронном виде и изданы в 2002 году карта полезных ископаемых Казахстана на казахском и русском языках и книга «Полезные ископаемые Казахстана».
Основные направления научных исследований:
- региональное геологическое исследование строения территории республики;
- изучение закономерностей формирования и размещения месторождений твёрдых полезных ископаемых, прогнозная оценка их ресурсов;
- разработка и совершенствование геологических, геофизических и геохимических методов поиска и оценки месторождений;
- методы изучения веществ, состава и технологии обогащения минерального сырья;
- геолого-экономическая оценка месторождений, внедрение автоматизированных информационных локальных баз и банков данных и адаптация их к Единой информационной системе государственного банка информации о недрах РК.